# Segle XX aC
El segle xx aC és un període de la història antiga en què multitud de civilitzacions competeixen pels espais més rics en recursos naturals i en què cada poble desenvolupa la seva cultura autòctona. Continuen dominant les nacions de segles anteriors, però apareixen progressivament nous centres de poder.

## Política
A Mesopotàmia, els sumeris van unir-se amb els accadis, el poble dominant a la zona. Vora el Nil, va continuar el regnat del Regne mitjà d'Egipte, de gran estabilitat, mentre que l'edat del bronze es va consolidar a la península grega, amb l'anomenat període hel·làdic mitjà, i al nord de la Xina. Va continuar també el desenvolupament de la Civilització de la vall de l'Indus, però amb el declivi d'Harappa. A Creta, es van començar a construir els grans palaus de Cnossos. A Sibèria, la cultura d'Andrónovo adquireix trets distintius diferents als dels seus veïns. Els hitites es van instal·lar a l'Anatòlia, en competència amb els hatti i els hurrites.

## Economia i societat
La població mundial assoleix els 30 milions d'habitants (xifra estimada).
Creta comercia amb Egipte, Ugarit i els pobles prehel·lènics, de manera que els exporta algunes característiques de la seva tècnica i cultural. Destaca la seva societat per ser una de les més igualitàries de l'època, en què a banda dels governants reials l'ascens es fa sobretot gràcies a l'esforç en el comerç (inclosa la dona). El coure i l'estany són els productes que més es demanden.
A Egipte, la dinastia XII estableix una fèrria centralització administrativa amb càrrecs intermedis en cada localitat, creant una autèntica estructura estatal paral·lela a les modernes.

## Invencions i descobriments
La roda amb radis permet crear vehicles més ràpids i lleugers, com els carros de guerra usats a Mesopotàmia i exportats ràpidament a altres cultures. Es tenen indicis de treball amb vidre en zones disperses.

## Art, cultura i pensament
L'art egipci floreix a Tebes. Es construeixen noves piràmides, on s'enterren els membres de la família reial envoltats de sumptuoses joies que els han d'acompanyar en la transició cap a l'altre món. Els murals accentuen la frontalitat de les figures. A Creta, es van representar sobretot animals i motius geomètrics en tombes i palaus.
A Babilònia es registren pràctiques homosexuals entre sacerdots, relacionades amb el culte d'Ixtar i ritus en els quals ballen transvestits, així com prostitució masculina sagrada en les temples.
Es va escriure el mite d'Etana, poema dedicat al rei homònim, una de les obres cabdals de la literatura mesopotàmica.